# Monique Wittig
Monique Wittig (13. juli 1935 – 3. januar 2003) var en fransk forfatter og feministisk teoretiker som beskæftigede sig med overvindelsen af socialt påtvungne kønsroller, og som opfandt begrebet "den heteroseksuelle kontrakt". Hun udgav sin første roman, L'Opoponax, i 1964.  Hendes anden roman, Les Guérillères (1969), var en milepæl for den  lesbiske feminisme.

### Romaner
- 1964, L’Opoponax (prix Médicis)
- 1969, Les Guérillères
- 1973, Le Corps Lesbien
- 1976, Brouillon pour un dictionnaire des amantes, (med Sande Zeig)
- 1985, Virgile, non
- 1999, Paris-la-Politique

### Skuespil
- 1967, "L'Amant vert"
- 1972, "Le Grand-Cric-Jules", "Récréation", "Dialogue pour les deux frères et la soeur."  Radiospil.  Radio Stuttgart.
- 1985, "Le Voyage sans fin"  Paris: Vlasta 4, supplement.

### Noveller
Størstedelen samlet i "Paris-la-Politique".  Paris: P.O.L., 1999
- 1967, "Voyage: Yallankoro"  Paris: Nouvelle revue française 177: s. 558-563.
- 1965, "Banlieues"  Paris: Nouveau Commerce 5: s. 113-117.
- 1973, "Une partie de campagne"  Paris: Le Nouveau Commerce 26: s. 13–31.
- 1978, "Un jour mon prince viendra"  Paris: Questions féministes 2: s. 31–39.
- 1983, "Les Tchiches et les Tchouches" Paris: Le Genre humaine 6: s. 136-147.
- 1985, "Paris-la-Politique"  Paris: Vlasta 4: s. 8–35.

### Oversættelser
- 1982, Djuna Barnes.  Spillway and Other Stories.  La Passion.  Overs. Monique Wittig.  Paris: Flammarion.
- 1968, Herbert Marcuse.  One Dimensional Man.  L'Homme unidimensionel. Overs. Monique Wittig.  Paris: Minuit.
- 1974, Three Marias (Isabel Barreno, Teresa Horta, Fatima Velho Da Costa).  Novas Cartas Portuguesas.  Nouvelles lettres portugaises.  Overs. Monique Wittig, Evelyne Le Garrec, Vera Prado.  Paris: Seuil.

### Essays og anmeldelser
Størstedelen samlet i "La Pensée straight".Paris: Balland, 2001 og i "The Straight Mind and Other Essays". Boston: Beacon Press, 1992
- 1967, "Bouvard et Pécuchet."  Paris: Les Cahiers Madeleine Renaud-Barrault.
- 1979, "Paradigm."   Homosexualities and French Literature.  Red. Elaine Marks og George Stambolian. Ithaca, NY: Cornell University Press: 114-121.
- 1980, "The Straight Mind."  New York: MLA, 1978.  Feminist Issues 1.1: 103-111.
- 1982, "Avant-note" for La Passion.  Paris: Flammarion.
- 1982, "The Category of Sex."  Feminist Issues 2.2: 63-68.
- 1983, "Les questions féministes ne sont pas des questions lesbiennes." Amazones d'hier,  lesbiennes d'aujourd'hui 2.1: 10-14.
- 1983, "The Point of View: Universal or Particular?"  (Overs. af "Avant-Note" de La Passion). Feminist Issues 3.2: 63-69.
- 1984, "Le Lieu de l'action."  New York: Colloque on Nouveau Roman Oct. 1983; udg. i Digraphe  32: 69-75.
- 1984, "The Trojan Horse."  Feminist Issues  4.2: 45-49.
- 1985, "La Pensée straight."  Questions féministes 7, (1980).  Genoptr. i Amazones d'hier,  lesbiennes d'aujourd'hui 3.4: 5-18.
- 1985, "Le Cheval de Troie."  Paris: Vlasta 4: 36-41.
- 1985, "On ne naît pas femme."  Paris: Questions féministes, 1980. Genoptr. Amazones d'hier,  Lesbiennes d'aujourd'hui 4.1: 103-118.
- 1986, "The Mark of Gender."  Feminist Issues 5.2 (1985): 3-12.  Genoptr.  The Poetics of Gender.  Red. Nancy Miller.  New York: Columbia University Press: 63-73.
- 1986, "The Place of Action."  Three Decades of the New French Novel. Champagne: University of Illinois Press.
- 1989: "On the Social Contract."  Feminist Issues 9.1: 3-12.
- 1994, “Quelques remarques sur Les Guérillères.” L’Esprit créateur 34.4: 116-122.
- 1996, “Avatars” L’Esprit créateur 36.2: 109-116.
- 1996,  "Lacunary Films."  London: New Statesman, 15 July: 102.
- 1996, “Le déambulatoire: Entretien avec Nathalie Sarraute.” L’Esprit créateur 36.2: 3-8.
- 1996, “The Constant journey: An Introduction and a Prefatory Note.”Modern Drama 39.1: 156-159.
- 1997, ”L’ordre du poème.” In Narrative Voices in Modern French Fiction, red.M. Cardy, G. Evans, & G. Jacobs. Cardiff: University of Wales Press: 7-12.
- 2005, “Some Remarks on Les Guérillères.” I N. Shaktini, red., On Monique Wittig: Theoretical, Political and Literary Essays, 37-43.  Urbana: U. Of Illinois Press.
- 2005, “Some Remarks on The Lesbian Body.” I N. Shaktini, red., On Monique Wittig: Theoretical, Political and Literary Essays, 44-48.  Urbana: U. Of Illinois Press.

### Film
- The Girl af Sande Zeig, Wittigs partner og samarbejdspartner. Baseret på hendes første engelsksprogede novelle.
- Strayed (Les égarés) af André Téchiné er tilegnet Wittig.